# St. Egidien (Nürnberg)

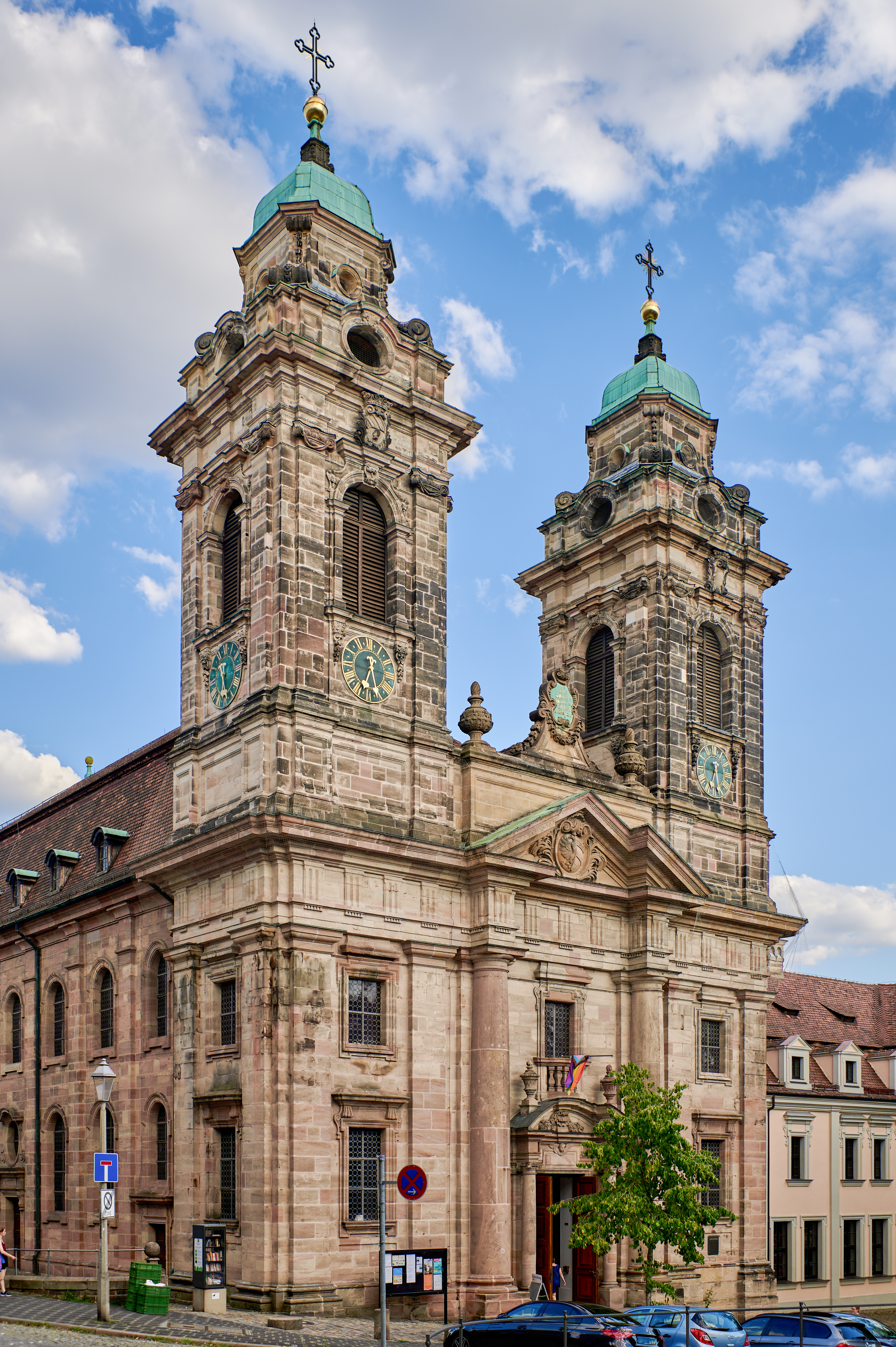
Egidienkirche in der Sebalder Altstadt von Nürnberg

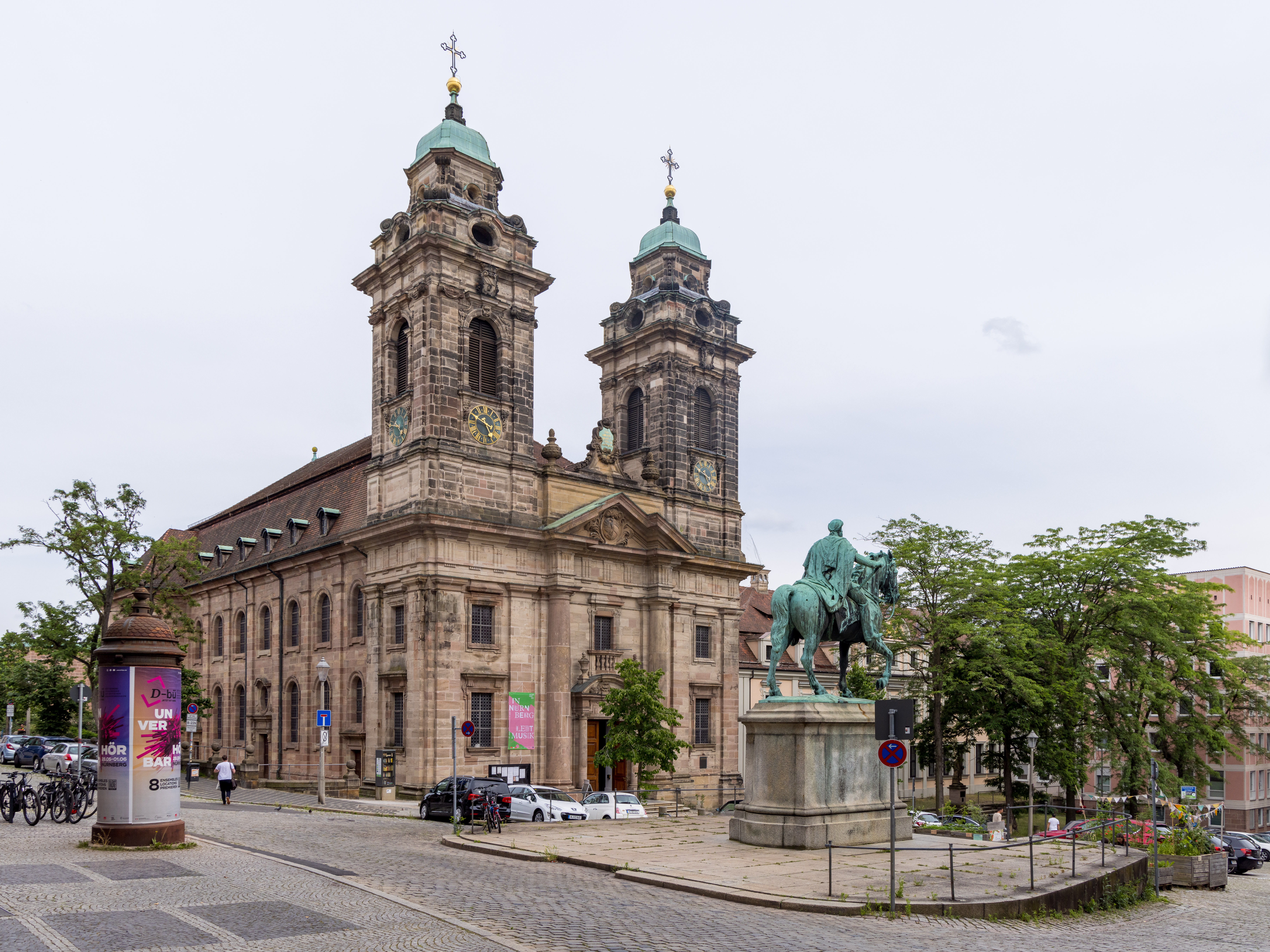
Egidienkirche im Ensemble

Die evangelisch-lutherische St.-Egidien-Kirche am Egidienplatz ist eine Kirche in der Sebalder Altstadt von Nürnberg. Es handelt sich dabei um den ältesten Kirchenort und die einzige Barockkirche Nürnbergs.

## Baugeschichte

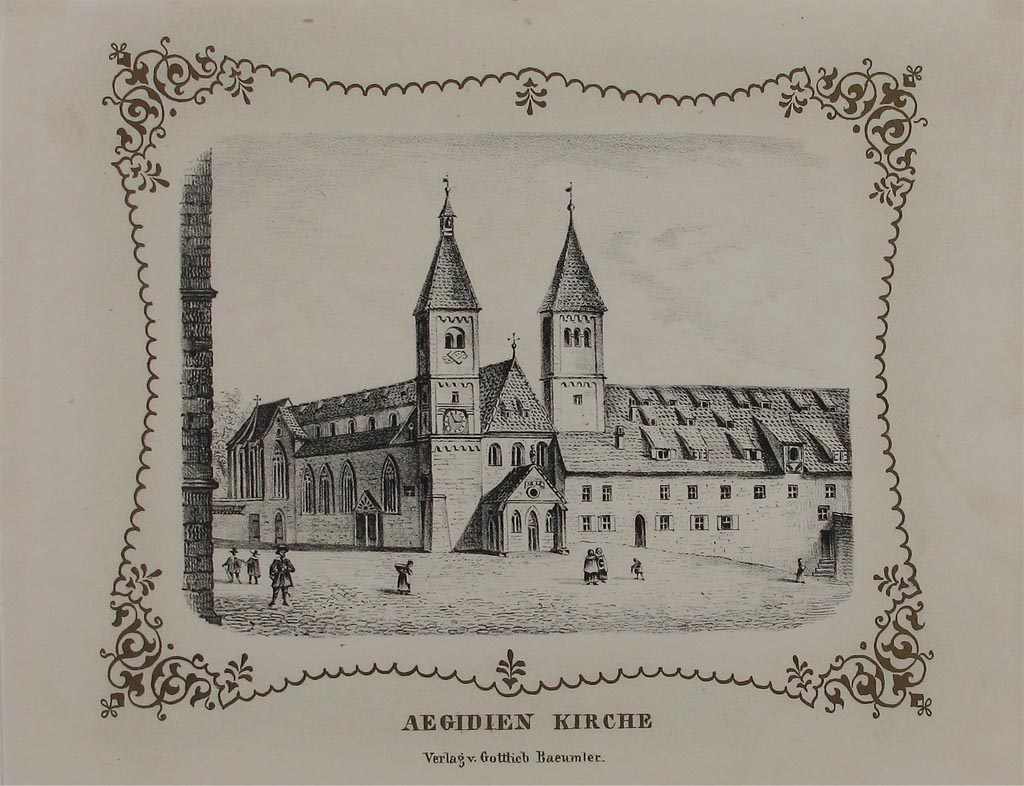
Egidienkirche und ehemalige Klostergebäude im 16. Jahrhundert, Rekonstruktion von Gottlieb Bäumler 1846

Vorgängerbau der heutigen barocken Kirche war eine mittelalterliche Klosterkirche, welche zu Beginn des 12. Jahrhunderts neu errichtet wurde. Die Klosterkirche ging auf das von Regensburg aus gegründete Schottenkloster St. Egidien zurück, das 1525 unter dem Abt Friedrich Pistorius aufgelöst wurde. Diese Kirche war eine dreischiffige romanische Basilika und findet sich wohl in Teilen in der heutigen, erst nach 1200 eingewölbten Euchariuskapelle wieder.
Im 15. Jahrhundert wurde am Kloster und an der Kirche erheblich gebaut; unter anderem hat man das Mittelschiff der Kirche eingewölbt und gegen Osten einen gotischer Langchor vorgeschoben.

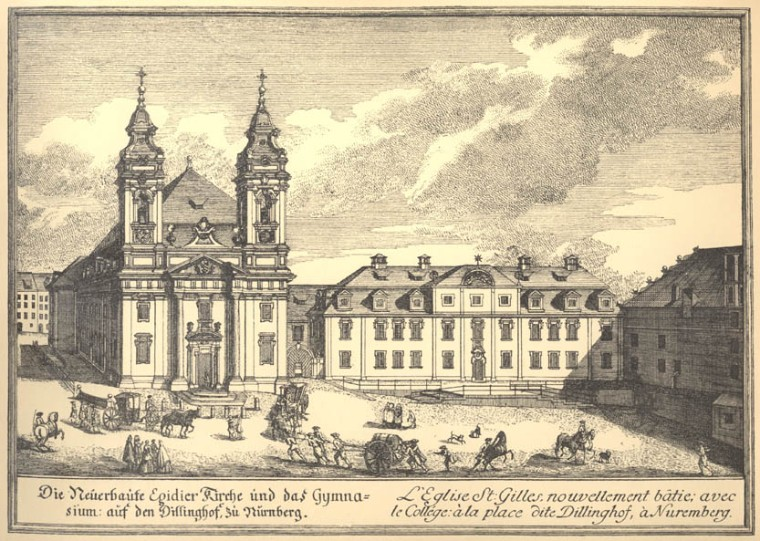
Egidienkirche, um 1711

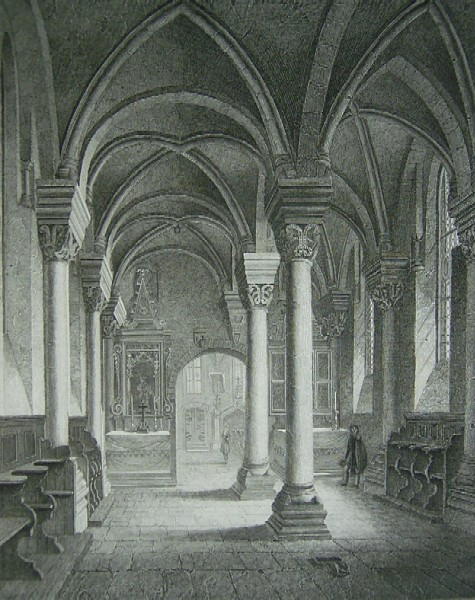
Euchariuskapelle aus dem 13. Jh. innen, um 1860

Vom 6. zum 7. Juli 1696 zerstörte ein Brand das Kloster und den seit der Reformation als Predigtkirche dienenden Kirchenbau fast vollständig. Erhalten aus der Zeit vor dem Brand sind die Euchariuskapelle aus dem 13., die Tetzelkapelle aus dem 14. und die Wolfgangskapelle aus dem 15. Jahrhundert. Hier sind sehenswert das Landauer Grabmal von Adam Kraft und die für Nürnberger Patrizierkirchen typischen Totenschilde, hier zum Gedächtnis an verstorbene Mitglieder der Patrizierfamilie Tetzel von Kirchensittenbach.

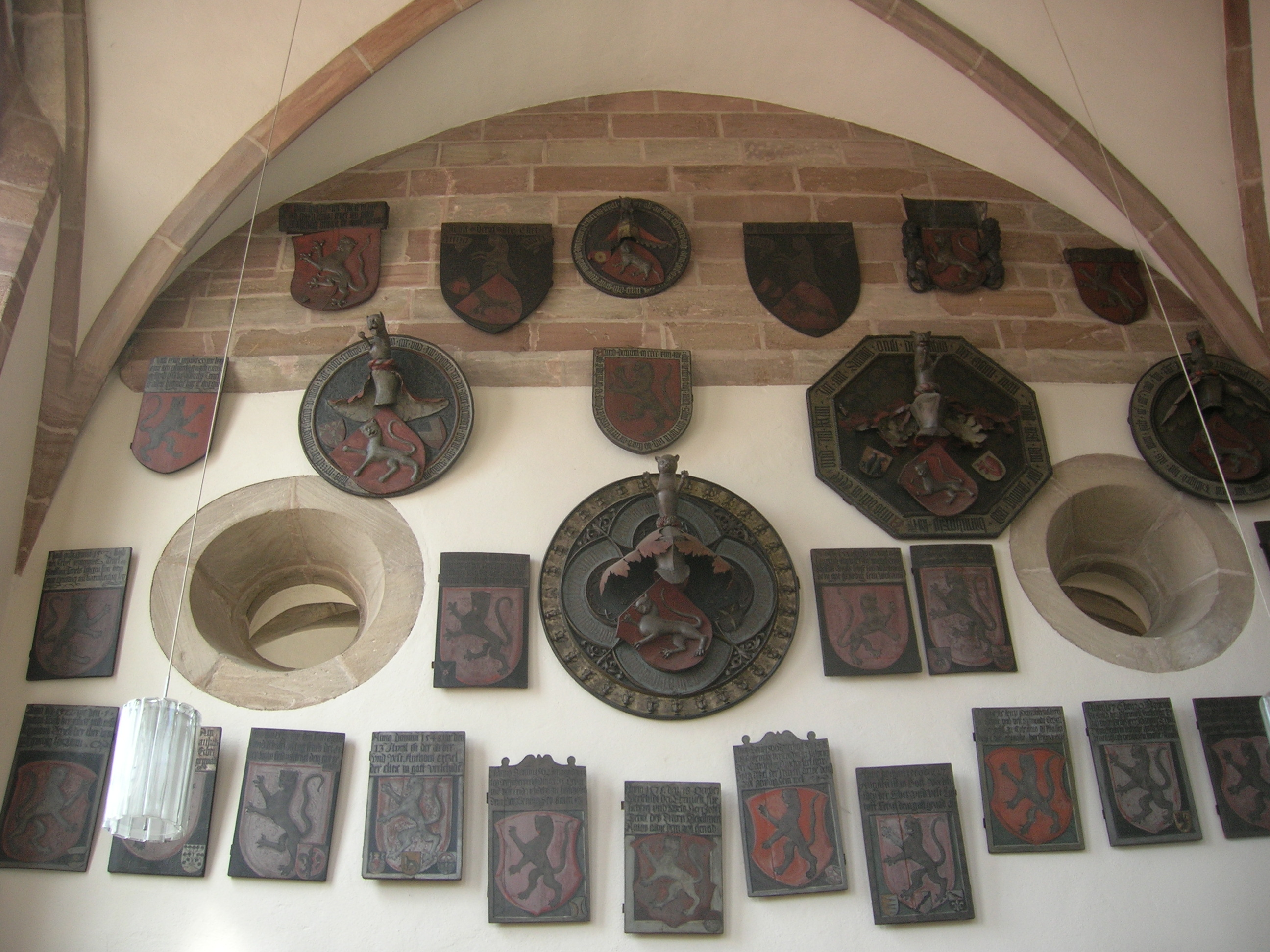
Tetzelsche Totenschilde

### Barockbau
In den Jahren 1711 (die Grundsteinlegung fand am 14. Oktober statt) bis 1718 (Wiedereinweihung am 4. September 1718) wurde auf den Überresten des Vorgängerbaus eine barocke Kirche neu errichtet. Baumeister waren Johann und Gottlieb Trost. Es handelte sich dabei um das größte städtische Bauvorhaben im Nürnberg des 18. Jahrhunderts. Die Stuckaturen stammten von dem gebürtigen Südschweizer und in Mailand ausgebildeten Donato Polli. Die in der Qualität unterschiedlichen Fresken malten Daniel Preisler und Johann Martin Schuster. Die Ausstattung war klassizistisch-korinthisch gehalten. Vom Stuck umrahmt sind zahlreiche Wappen von Familien des Nürnberger Patriziats. Hauptfinanzier des Wiederaufbaus war Christoph Wilhelm II. Tucher von Simmelsdorf (1683–1752).
1810 wurde die Egidienkirche Pfarrkirche und 1928–34 und 1937/38 außen und innen gründlich renoviert. Im Zweiten Weltkrieg brannten beim großen Fliegerangriff am 2. Januar 1945 Hauptschiff, Vierung, Querhäuser und der Chor völlig aus, die Mansarddächer stürzten ein und die Außenmauern wurden beschädigt.

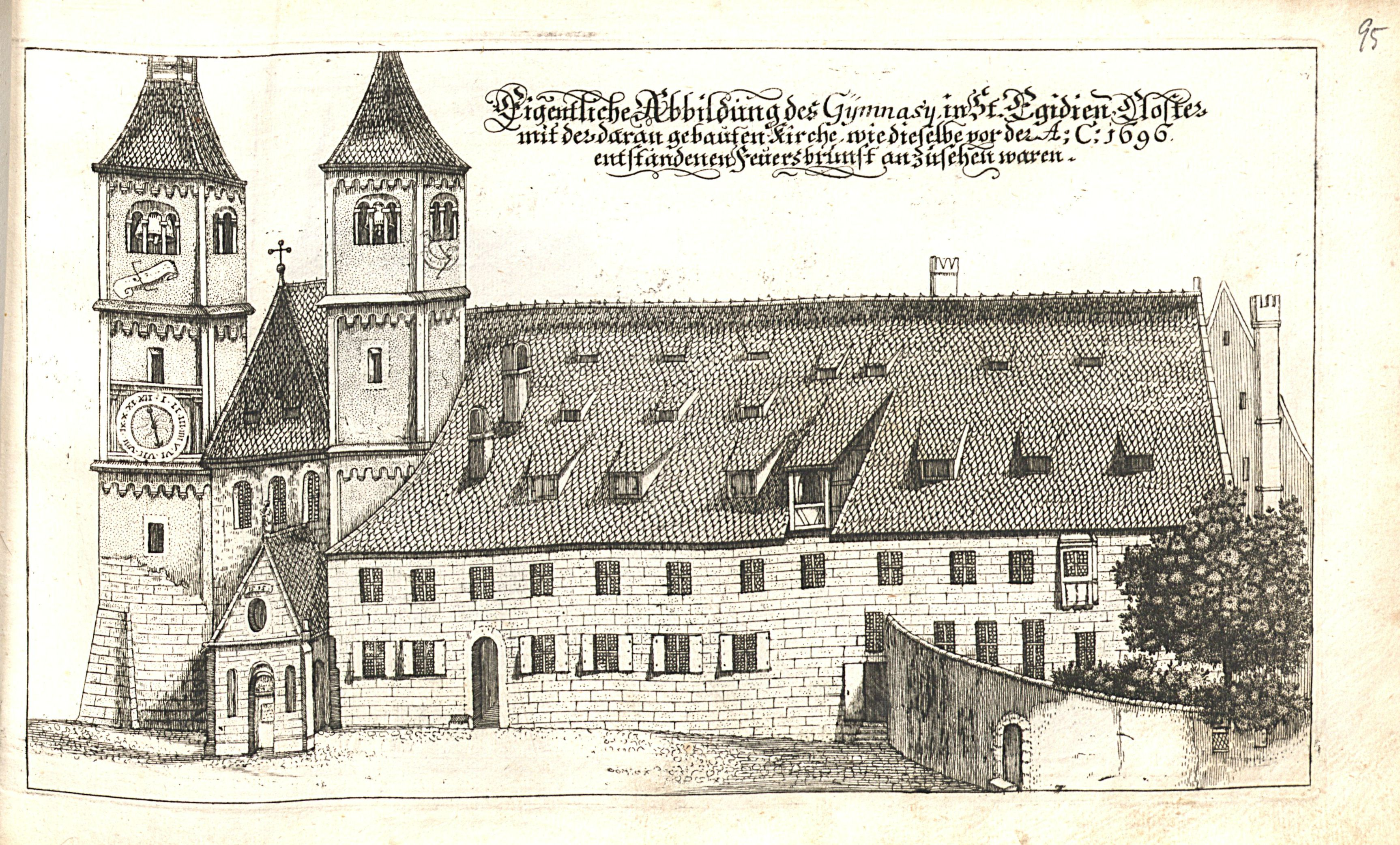
Die romanische Kirche, 1709
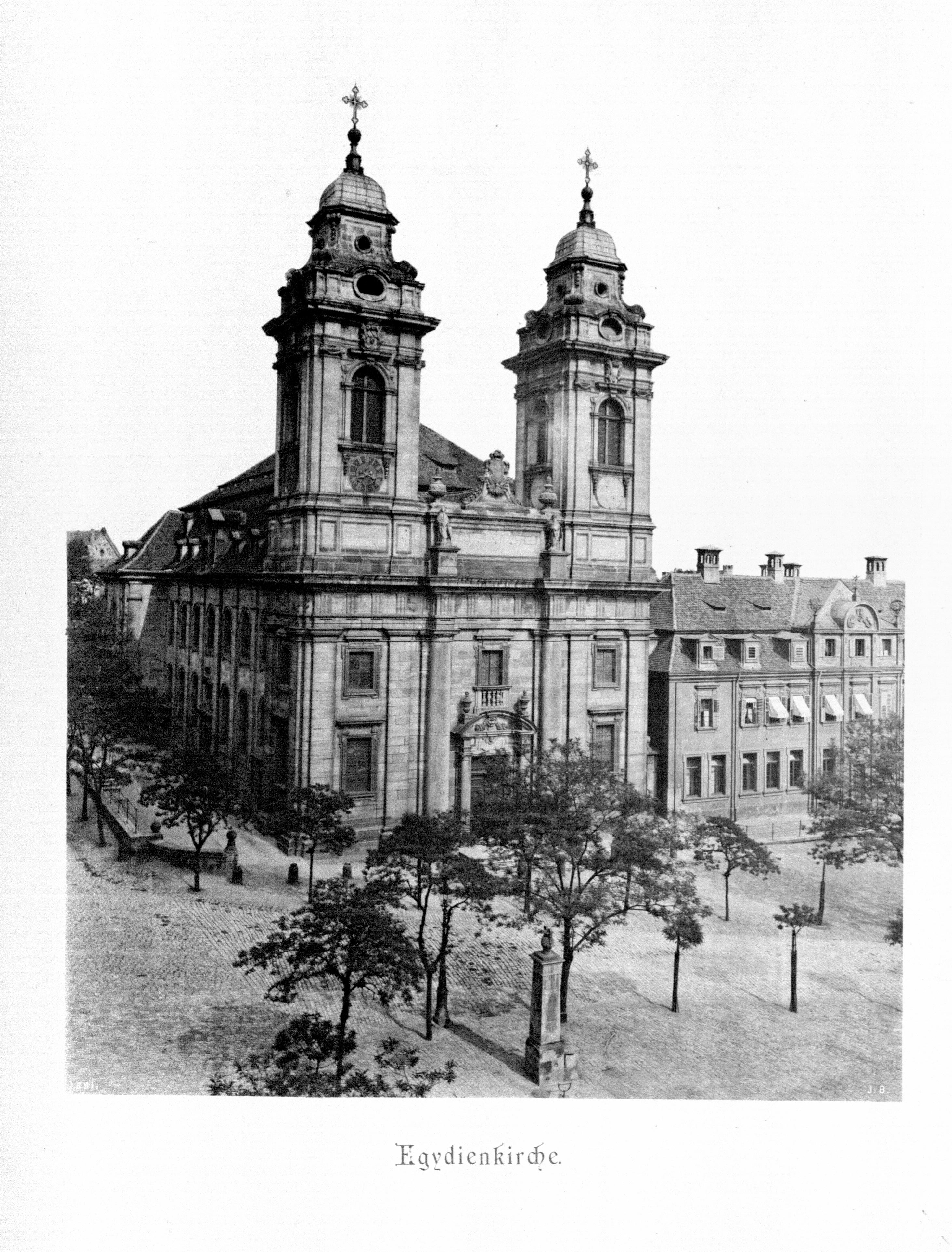
1891
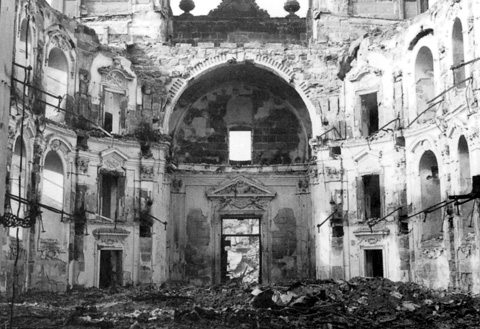
April 1945
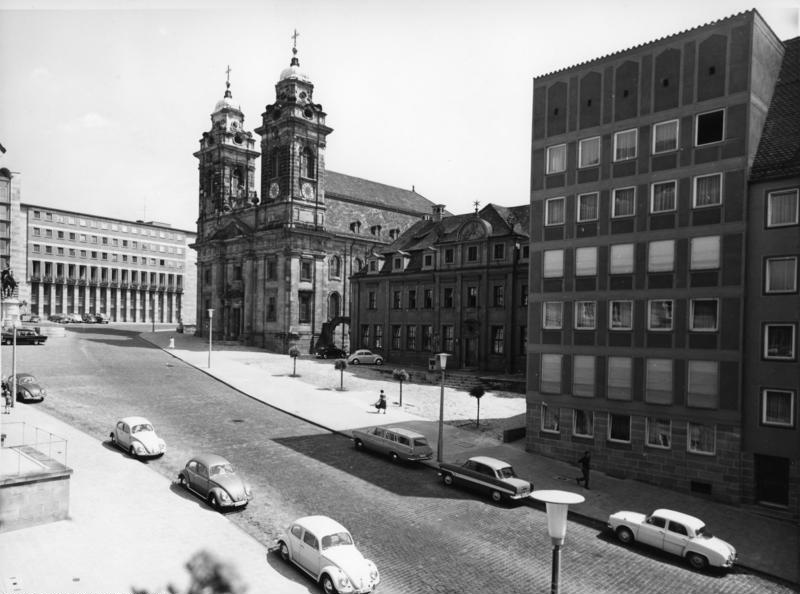
1961

### Wiederaufbau

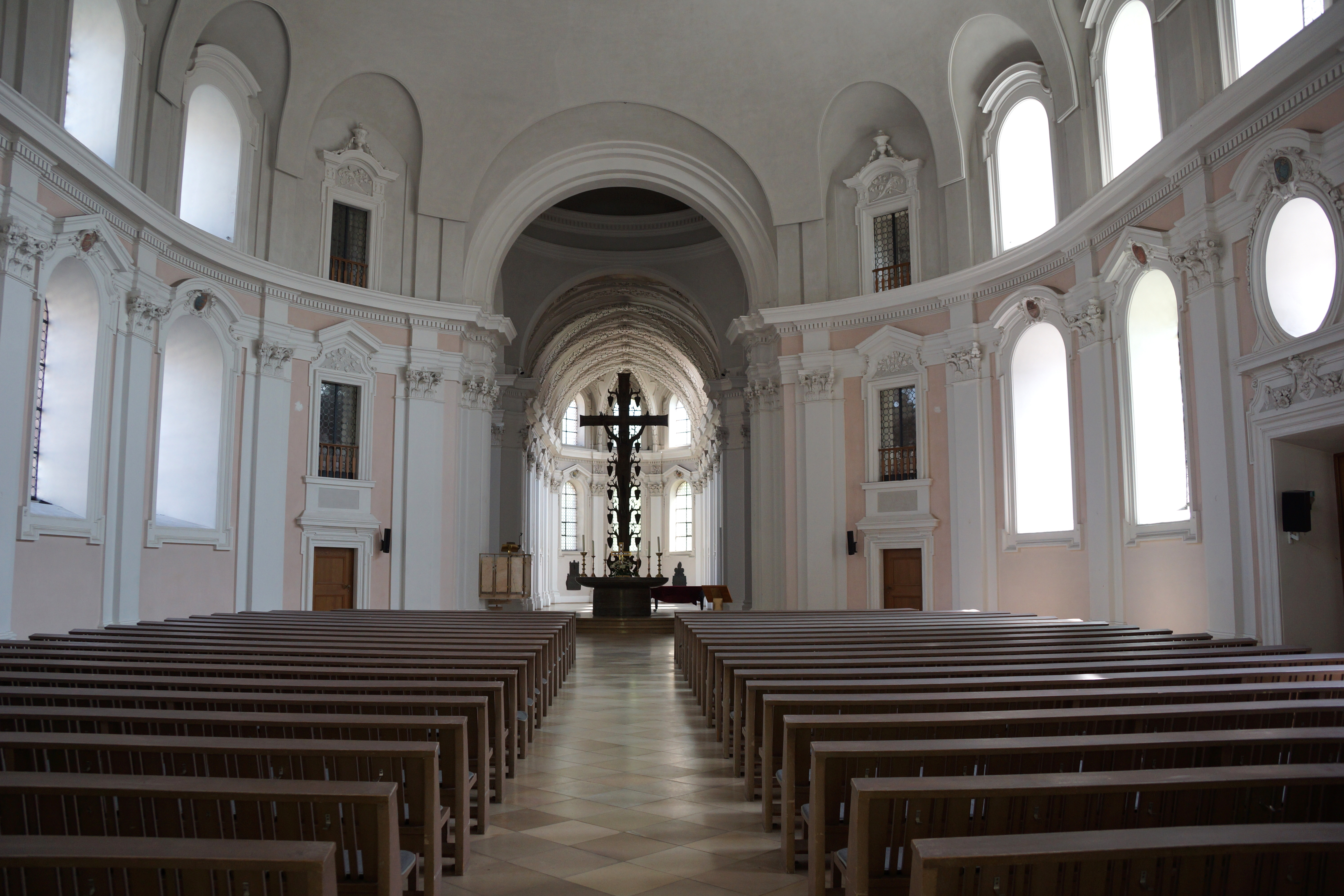
Blick durch den Kirchenraum zum Chor

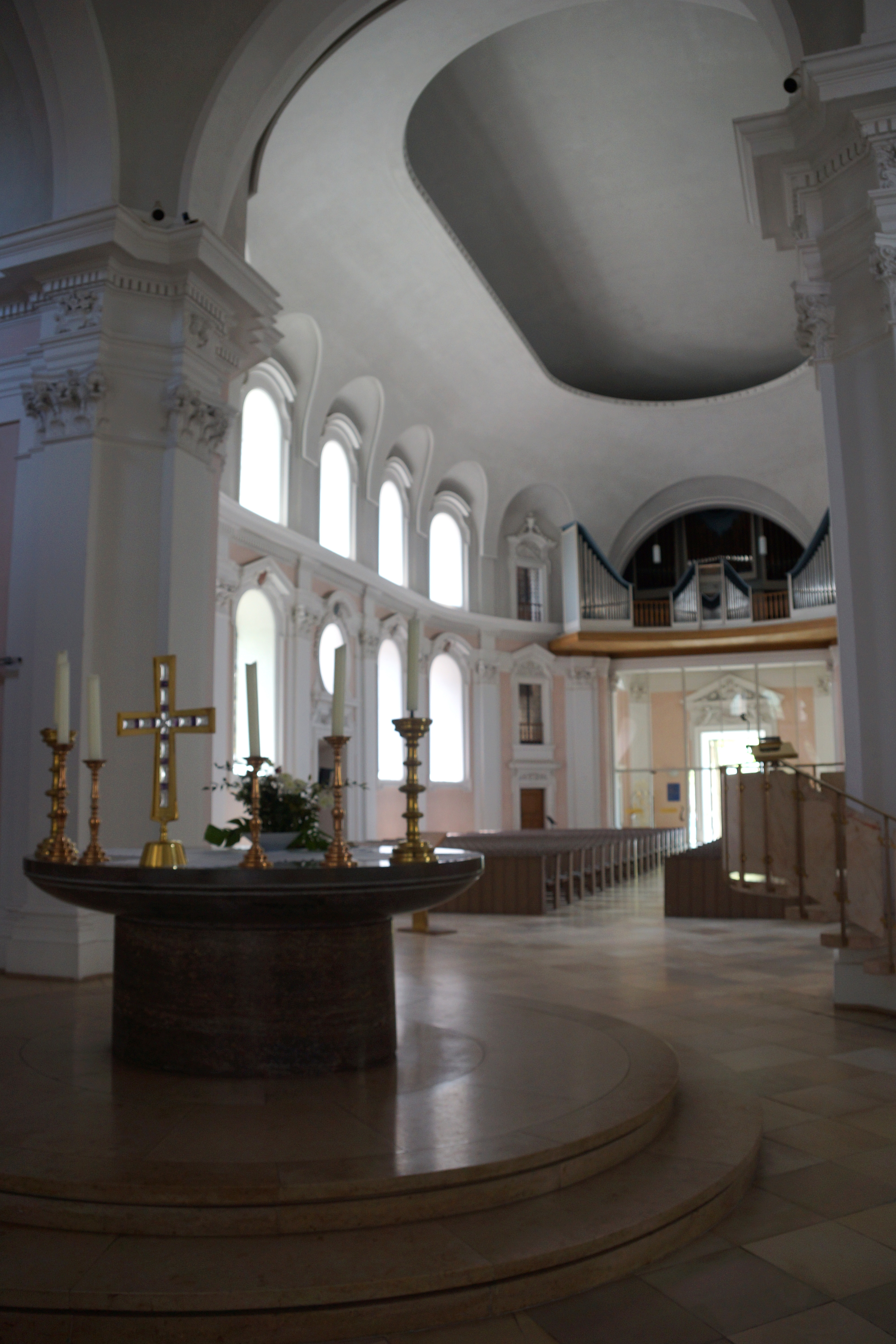
Blick durch den Kirchenraum vom Chor

Als einziger kirchlicher Barockbau in Nürnberg war es denkmalpflegerisch keine Frage, dass die zerstörte Kirche wiedererstehen musste, ein Anliegen, das auch die nach 1945 allmählich wieder anwachsende Kirchengemeinde St. Egidien mit Nachdruck betrieb. Im ersten Bauabschnitt wurde von 1946 bis 1952 die Eucharius- und Tetzelkapelle wiederhergestellt und die kostbaren Glasfenster, die man während des Krieges zur Sicherheit ausgebaut hatte, wieder eingesetzt. Die vom Verfall bedrohte St.-Wolfgangs-Kapelle erhielt ein Dach. Mit der Wiederherstellung des Kirchenschiffes, wo sich der Polli-Stuck an den Wänden erhalten hatte, wurde Architekt Rudolf Göschel beauftragt; ab 1947 begannen die Planungen, 1955 die Wiederaufbauarbeiten, und am 7. März 1957 konnte das Richtfest begangen werden. Der alte Stuckdekor wurde erhalten, das frühere Spitzenstuckgewölbe des Mittelschiffs mit seinem Mittelfresko wurde durch ein neues Stichkappengewölbe mit darüberliegendem zweiten Gewölbe ersetzt. Auch mussten die schwer beschädigten Türme – 1951 drohte der Südturm einzustürzen – mit ihren zerschossenen Turmknöpfen in mehrjähriger Arbeit erneuert werden.
Am 8. März 1959 wurde die Kirche wieder ihrer Bestimmung übergeben.

## Ausstattung
Die neue Einrichtung wurde schlicht und nicht historisierend gestaltet; den Altar rückte man vom Ende des Chores in die Vierung.

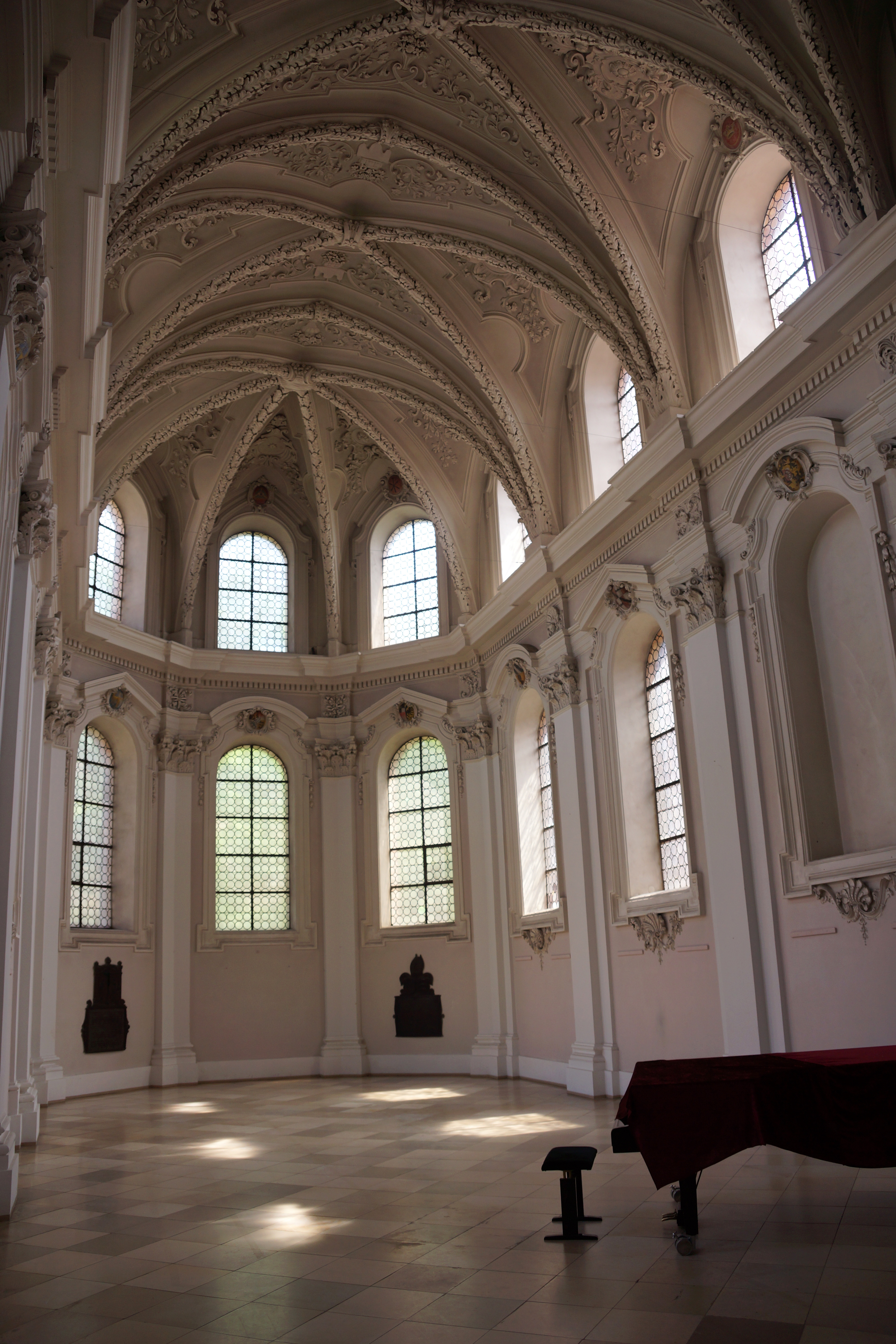
Chorraum
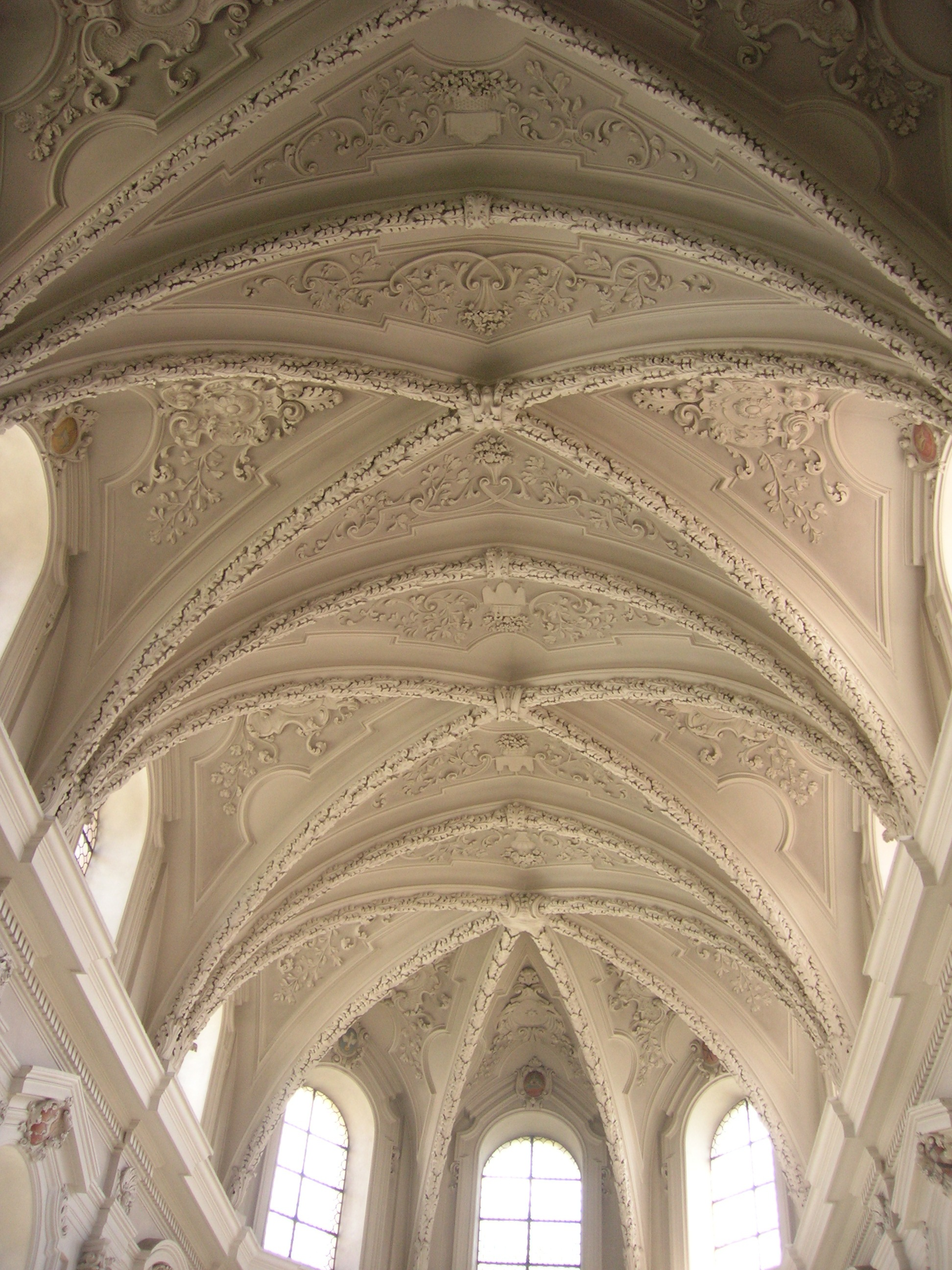
Stuckdecke im Chor
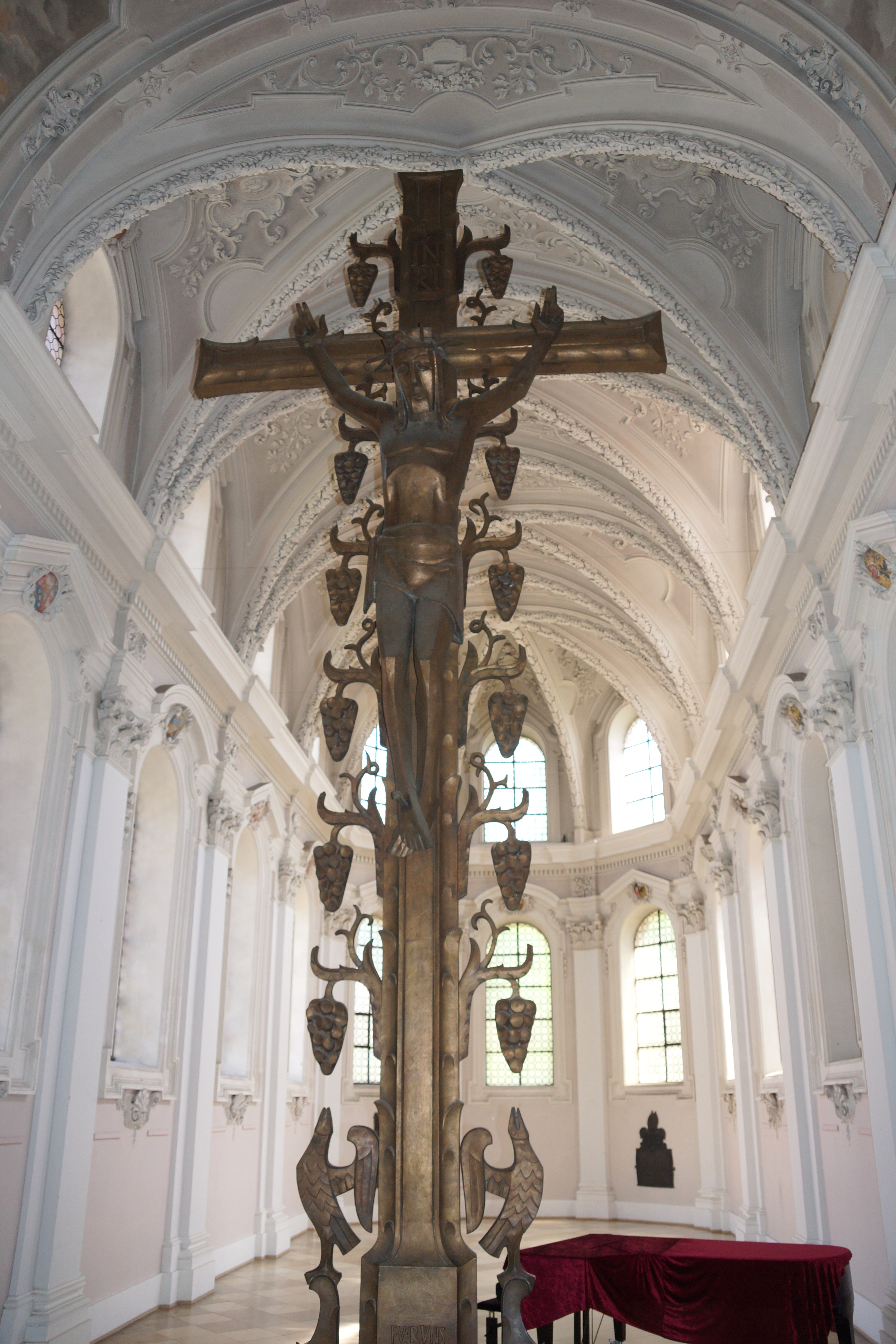
Großes Altarkreuz

### Orgeln

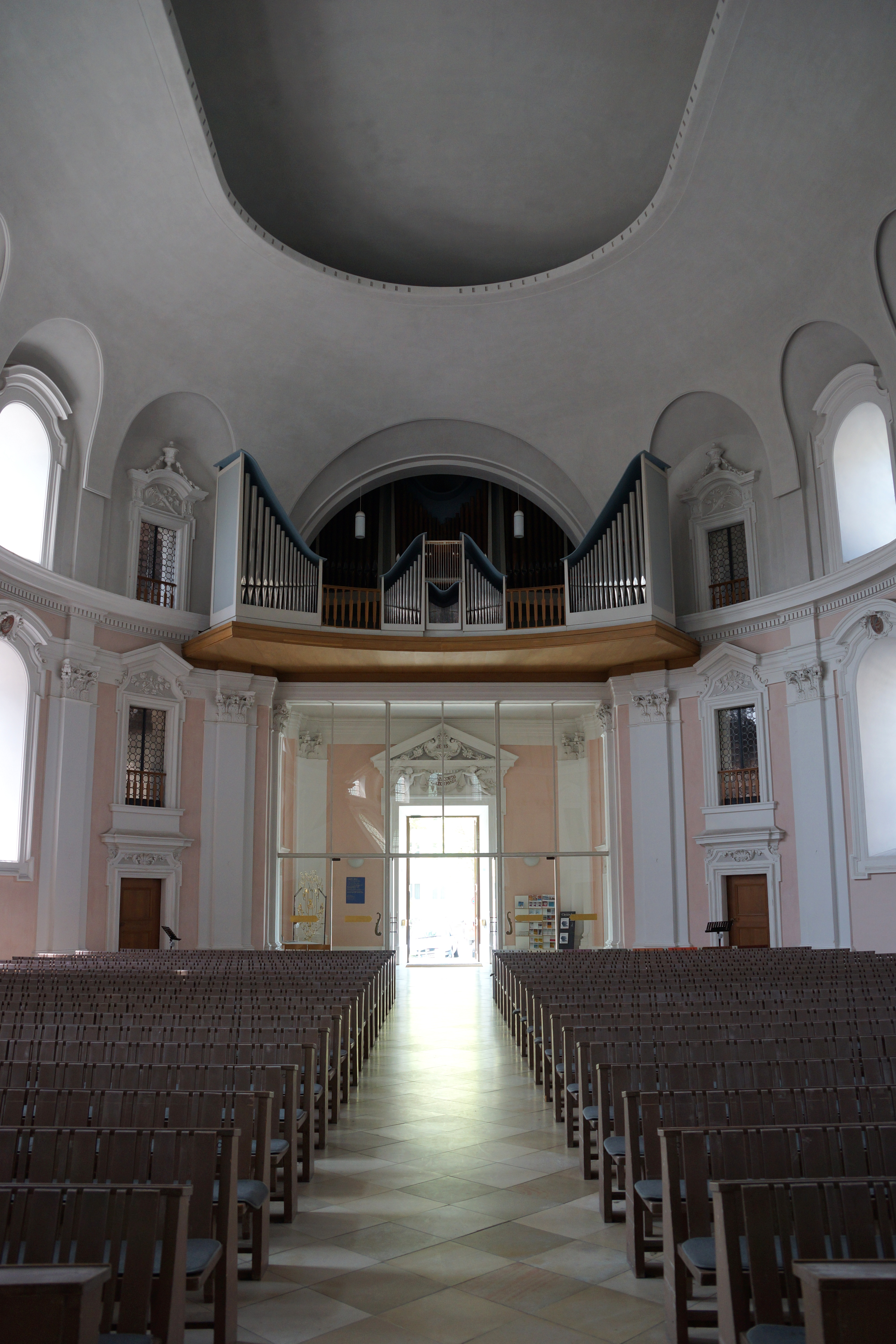
Blick auf die Hauptorgel

Die Geschichte der Orgeln von St. Egidien lässt sich durch ein Instrument bis in das Jahr 1460 zurückverfolgen, welches von Stephan Kaschendorf (* um 1425) gebaut wurde. Es folgten Werke von dem Zwickauer Orgelbauer Hermann Raphael Rottenstein (1564–1573) und 1709 vom ortsansässigen Adam Ernst Reichard, welches 1718 aus der Dominikanerkirche hierher in den barocken Neubau transferiert wurde. 1883 erbaute die Firma Steinmeyer mit ihrem Opus 243 ein Instrument mit 28 Registern mit mechanischen Kegelladen im historischen Gehäuse von 1709, unter Verwendung von Teilen der Vorgängerorgel. Dieses Werk, welches 1939 durch die Erbauerfirma als Opus 1671 umgebaut und auf 48 Register erweitert wurde, ging zusammen mit der historischen Kirchenausstattung 1945 unter.

#### Hauptorgel
Die heutige Hauptorgel wurde 1963 nach Plänen von Prof. Friedrich Högner von der Orgelbaufirma Rieger errichtet. Bei einem späteren Umbau wurde die Disposition verändert. Das Instrument hat 43 Register auf drei Manualwerken und Pedal.
| I Rückpositiv C–g3 |                |       |
| 1.                 | Quintade       | 8′    |
| 2.                 | Holzgedackt    | 8′    |
| 3.                 | Prinzipal      | 4′    |
| 4.                 | Koppelflöte    | 4′    |
| 5.                 | Sesquialter II | 2 ⁄3′ |
| 6.                 | Gemshorn       | 2′    |
| 7.                 | Quintan        | 1 ⁄3′ |
| 8.                 | Scharff IV     | 1′    |
| 9.                 | Schalmei       | 8′    |
|                    | Tremulant      |       |

| II Hauptwerk C–g3 |               |       |
| 10.               | Pommer        | 16′   |
| 11.               | Prinzipal     | 8′    |
| 12.               | Spitzflöte    | 8′    |
| 13.               | Oktave        | 4′    |
| 14.               | Nachthorn     | 4′    |
| 15.               | Quinte        | 2 ⁄3′ |
| 16.               | Superoktav    | 2′    |
| 17.               | Rauschwerk IV | 2 ⁄3′ |
| 18.               | Mixtur VI     | 1 ⁄3′ |
| 19.               | Fagott        | 16′   |
| 20.               | Trompete      | 8′    |

| III Schwellwerk C–g3 |               |        |
| 21.                  | Prinzipal     | 8′     |
| 22.                  | Spitzgambe    | 8′     |
| 23.                  | Bleigedackt   | 8′     |
| 24.                  | Prinzipal     | 4′     |
| 25.                  | Rohrflöte     | 4′     |
| 26.                  | Blockflöte    | 2′     |
| 27.                  | Terz          | 1 3⁄5′ |
| 28.                  | Nassat        | 2 ⁄3′  |
| 29.                  | Plein jeu VII | 2′     |
| 30.                  | Cimbel III    | 1⁄3′   |
| 31.                  | Trompete      | 8′     |
| 32.                  | Oboe          | 8′     |
|                      | Tremulant     |        |

| Pedalwerk C–f1 |               |     |
| 33.            | Prinzipal     | 16′ |
| 34.            | Subbaß        | 16′ |
| 35.            | Oktav         | 8′  |
| 36.            | Subbaß        | 8′  |
| 37.            | Choralbaß III | 4′  |
| 38.            | Pommer        | 4′  |
| 39.            | Hohlflöte     | 2′  |
| 40.            | Mixtur V      | 2′  |
| 41.            | Posaune       | 16′ |
| 42.            | Zinke         | 8′  |
| 43.            | Clairon       | 4′  |

- Koppeln: I/II, III/I, III/II, I/P, II/P, III/P
- Setzeranlage (später hinzugefügt; ursprünglich 6facher mechanischer Setzer vorhanden)

#### Orgel der Wolfgangskapelle
Nach dem Bau der Hauptorgel schuf ebenfalls die Firma Rieger ein weiteres zweimanualiges Instrument mit zwölf Registern für die Wolfgangskapelle. Es hat folgende Disposition:
| I. Manual C–g3 |             |    |
| 1.             | Gedackt     | 8′ |
| 2.             | Principal   | 4′ |
| 3.             | Oktave      | 2′ |
| 4.             | Scharff III |    |

| II. Manual C–g3 |           |        |
| 5.              | Quintade  | 8′     |
| 6.              | Rohrflöte | 4′     |
| 7.              | Terz      | 1 3⁄5′ |
| 8.              | Pfeiflein | 1′     |
|                 | Tremulant |        |

| Pedal C–f1 |           |     |
| 9.         | Subbaß    | 16′ |
| 10.        | Waldflöte | 4′  |
| 11.        | Nachthorn | 2′  |
| 12.        | Regal     | 8′  |

- Koppeln: II/I, I/P, II/P

### Glocken
Auf beide Türme verteilt hängen sechs Glocken.
| Nr. | Nominal (16tel) | Gussjahr | Gießer, Gussort                    | Durchmesser (mm) | Gewicht (kg) | Glockenstuhl |
| 1   | d1 +1           | 1965     | Glockengießerei Bachert, Karlsruhe | 1387             | 1534         | Südturm      |
| 2   | e1 −1           | 1965     | Glockengießerei Bachert, Karlsruhe | 1240             | 1066         | Nordturm     |
| 3   | g1 +1           | 1959     | Glockengießerei Bachert, Karlsruhe | 1070             | 766          | Südturm      |
| 4   | h1 −1           | 1959     | Glockengießerei Bachert, Karlsruhe | 825              | 340          | Nordturm     |
| 5   | d2 +1           | 1959     | Glockengießerei Bachert, Karlsruhe | 702              | 235          | Nordturm     |
| 6   | e2 ±0           | 1959     | Glockengießerei Bachert, Karlsruhe | 640              | 185          | Nordturm     |

## Kulturkirche
Als „Kulturkirche“ bietet St. Egidien verschiedene Gottesdienstformen an, die die Themen Kultur und Kirche aufgreifen. Regelmäßig finden Ausstellungen zeitgenössischer Kunst und besondere Inszenierungen barocker, aber auch moderner Musik statt. 2015 waren Skulpturen von Dietrich Klinge als „Et-und, auch“ Doppelausstellung in St. Egidien und St. Sebald in Kooperation mit der Bode Galerie & Edition zu sehen. Vor dem Hintergrund der COVID-19-Pandemie streamten die beiden Nürnberger Clubs Die Rakete und Haus 33 unter dem Motto Church goes Clubbing: Dance into Life während der Osternacht 2020 Liveauftritte aus der Euchariuskapelle. Mittels eines virtuellen Klingelbeutels wollte sich die Gemeinde laut Aussagen des Pfarrers solidarisch mit der Kulturszene zeigen. Die Ausstellung Jesus liebt (2023) mit religiösen Motiven und expliziten Darstellungen sexueller Handlungen zwischen Männern des Künstlers Rosa von Praunheim wurde auf Grund massiver Kritik konservativer Christen vorzeitig vom Kirchenvorstand beendet. Die Schließung der Ausstellung wurde unter anderem von der Internationalen Vereinigung der Kunstkritiker scharf kritisiert und bundesweit in den Medien diskutiert.

### Liste der Vorsteher und Prediger von St. Egidien
- Christoph Birkmann (1703–1771), ab 1727 Pfarrer der neuen barocken Egidienkirche und Autor zentraler Kantatentexte von Johann Sebastian Bach.[11]
- Johann Augustin Dietelmair (1717–1785), Diakon von 1744 bis 1746, wurde dann als Theologieprofessor an die Universität Altdorf berufen